# 終身助祭
終身助祭（しゅうしんじょさい、英語: permanent deacon、フランス語: Diacre permanent）は、カトリック教会の位階の一つである助祭のうちで、司祭への昇叙がなく、妻帯が許される職位。助祭叙階後には結婚できない為、結婚をする場合は助祭叙階の前にしておく。叙任後に結婚できないこと、結婚するのであれば叙任前である事が条件づけられる点は、正教会における輔祭と同様である（ただし正教会ではその後、妻帯司祭に叙聖されうる点が異なる）。
カトリック教会（西方教会）において中世以降途絶えていたが、第2バチカン公会議で復活した。
日本のカトリック教会においては、1995年に定例司教総会で終身助祭制の導入が正式に決議されたが、実際に叙階を行うかどうかは各教区司教の判断に任されており、時期尚早であるとして導入に慎重な教区と、既に終身助祭を複数叙階して終身助祭制度を導入している教区とがある。
教皇庁文書の翻訳として、2009年9月、カトリック中央協議会から『終身助祭 養成基本要綱・役務と生活のための指針』が、信徒向けの終身助祭への理解を深める参考図書として出版された。